# Vytautas Putna

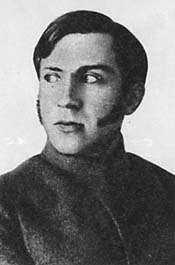
Vytautas Putna

Vytautas Putna, auch Witowt Kasimirowitsch Putna, russisch Витовт Казимирович Путна (* 31. Märzjul. / 12. April 1893greg. in Mackonys, Gouvernement Wilna, Russisches Kaiserreich; † 12. Juni 1937 in Moskau) war ein litauisch-sowjetischer Korpskommandant, Militärattaché und Autor.

## Leben
Vytautas absolvierte die Rigaer Handelsschule und wurde 1913 wegen revolutionärer Umtriebe inhaftiert. Während des Ersten Weltkrieges diente der Sohn eines litauischen Bauern ab 1915 in der Russischen Armee. 1917 wurde Vytautas Fähnrich und kommandierte ein Bataillon. Im Februar desselben Jahres trat er der SDAPR(B) bei. 
Im April 1918 lief er mit seinem Bataillon in Polozk zur Roten Armee über. Im Mai 1918 wurde Putna Militärkommissar von Witebsk, vom September 1918 bis zum Mai 1919 Kommissar der 1. Smolensker Division (später 26. Schützendivision), war seit Mai 1919 Kommandeur des 228. Karelischen Regiments, seit Juni Kommandeur der 2. Brigade der Karelischen Division und seit Dezember 1919 Chef der 27. Schützendivision im Kampf gegen Admiral Koltschak in Sibirien.
1920–1921 nahm Putna am Polnisch-Sowjetischen Krieg teil und schlug den Kronstädter Matrosenaufstand sowie einen Bauernaufstand am Unterlauf der Wolga nieder.
1923 studierte er an der Moskauer Militärakademie und gehörte zeitweise Trotzkis Linker Opposition an. Ab 1923 war Putna Direktor und Kommissar der 2. Moskauer Infanterieschule und wirkte in der Hauptverwaltung der Roten Armee.
Ebenfalls 1923 war er der erste der sowjetischen Militärberater in China. 1927–1928 war Putna Militärattaché in Japan und Finnland, sowie 1929–1930 in Deutschland. 1930 bis zum Juli 1932 befehligte er die Rote Armee im Fernen Osten der Sowjetunion. Seit 1934 war er Militärattaché in Großbritannien.
1936 wurde er in die Sowjetunion zurückgerufen und am 20. August verhaftet. Zusammen mit Tuchatschewski, Jakir und Uborewitsch wurde er während der Stalinschen Säuberungen in einem der Moskauer Prozesse von einem Militärgericht am 11. Juni 1937 verurteilt und am 12. Juni erschossen.
Am 15. Januar 1957 – während Chruschtschows Tauwetter – wurde er postum rehabilitiert.

## Werke
alle in Moskau erschienen:
- 1927: К Висле и обратно (Zur Weichsel und zurück)
- 1959: Восточный фронт (Die fernöstliche Front)
- 1962: Пятая армия в борьбе за Урал и Сибирь (Die 5. Armee im Kampf hinterm Ural und in Sibirien)[2]

## Ehrungen
- 1920 und zweimal 1921: Rotbannerorden